# Louis Tristán
Louis Tristán (né le 1er mai 1984 à Lima) est un athlète péruvien, spécialiste du saut en longueur.

## Biographie
Il a participé aux Championnats du monde d'athlétisme 2007 à Osaka.

### Palmarès
| Date | Compétition                    | Lieu    | Résultat | Performance |
| ---- | ------------------------------ | ------- | -------- | ----------- |
| 2006 | Championnats d'Amérique du Sud | Tunja   | 2e       | 8,09 m      |
| 2008 | Championnats ibéro-américains  | Iquique | 3e       | 7,58 m      |

### Records
Son record personnel est de 8,09 m, réalisé en 2006 et en 2007. 
- 8,09 m (en altitude)	(vent : 1,5 m/s) à Tunja (Colombie), le 1er octobre 2006
- 8,09 m (vent : 1,1 m/s) à São Paulo (Brésil), le 28 février 2007